# 郝姓
郝姓，为中文姓氏之一，在《百家姓》中排名第77位。

## 起源
1. 源于子姓（一说风姓郝氏）：《通志·氏族略》记载商代帝乙的儿子期封在郝乡（今陕西周至一帶，一说在陕西省户县祖庵镇郝村），其後以邑名為氏。传了一千多年，仍以山西太原一带（一说山西省太原市郝乡）为其繁衍中心。这一支为郝氏正宗。
2. 源于少数民族。

注：“郝”字中古音是呼各切，所以普通話文讀音為ㄏㄜˋ，漢語拼音hè；白讀音為ㄏㄠˇ，漢語拼音hǎo；南京官話讀音爲ho5。

## 迁徙分布
秦汉之际，郝姓人已逐渐向山西其他地方以及陕西、河南、河北等附近境内繁衍播迁。
晋末，由于官职调迁，郝姓有一支自太原徙居润州丹扬（今安徽省当涂县东北小丹阳），传七世有郝回，在南朝梁任江夏太守，又自丹阳徙至安陆（今属湖北省）。两晋南北朝时，虽社会动荡，但居山西之郝姓由于山西特殊的地理位置，所受波及不大，但河北之郝姓有避战乱而迁山东者，河南之郝姓有迁安徽者。
隋唐之际，社会安定，郝姓在陕西京兆一带繁衍壮大，并形成郝姓历史上的第二大郡望——京兆郡。并有郝姓徙湖北、四川者。唐宋以前，郝姓主要还是以中原地区为其繁衍的中心地带，至于郝姓南迁，较他姓要晚，规模也要小的多。唐宋之际，南方的一些地方才出现了较多的郝姓人家。北宋灭亡后，郝姓有南迁江南者，而世居汾州（今山西省汾阳）的著名画家郝章为避战乱，兵火后迁居阆州（今四川省阆中）并落籍当地。
元末时，灾疫不断，农民起义军四起，后互相攻伐，导致中原、华东、华中人口锐减，明初洪武年间，郝姓作为明朝洪洞大槐树迁民姓氏之一，被分迁于今河北、北京、山东、天津等地。
明清之际，郝姓在南方各地的分布渐广，湖南、福建等省都有载入史册的郝姓人物；同时在东北的辽宁等省也有了郝姓的聚居点。清代时，世居山西北部的郝姓跟随走西口的风潮，有迁内蒙、甘肃者；而居于福建的郝姓则有渡海赴台，进而入南洋新加坡等地者。但是，此期郝姓仍是以北方为其分布繁衍的中心。
如今，郝姓在全国分布甚广，尤以河南、山西、河北三省为多，这三省的郝姓约占全国汉族郝姓人口的百分之五十九。郝姓是当今中国姓氏排行第七十一位的大姓，人口较多，约占全国汉族人口的百分之零点三。

## 外部連結
[在维基数据编辑]
 《百家姓》
 《欽定古今圖書集成·明倫彙編·氏族典·郝姓部》，出自陈梦雷《古今圖書集成》